# Гар Самуельсон
Гарі «Гар» Самуельсон (англ. Gar Samuelson); нар. 18 лютого 1958 — пом. 22 липня 1999) — американський музикант, найбільш відомий як барабанщик треш-метал гурту Megadeth

## Біографія
Мало що відомо про музиканта до його вступу в Megadeth, крім того, що він спільно з Крісом Поландом грав у джаз/ф'южн гуртові New Yorkers. 
Після знайомства з Дейвом Мастейном Гар і Кріс приєднуються до гурту і Megadeth отримує перший стабільний склад. Самуельсон записує з гуртом альбоми Killing Is My Business... and Business Is Good! і Peace Sells... but Who's Buying?, але, зрештою, виганяється за свою пристрасть до наркотиків і в першу чергу — до героїну. 
Хоч ударник і пробув в Megadeth зовсім небагато часу, його відхід переживався болісно. По-перше, він майстерно грав на барабанах, а по-друге, мав певний вплив на Мастейна. Зокрема, він пропонував йому скорочувати тривалість пісень. 
Він, разом зі своїм братом Стю, а також Біллі Бремом, Тревсом Кархером і Енді Фріманом, організував гурт Fatal Opera, який випустив однойменний альбом у 1995 році й альбом Eleventh Hour в 1997 році.

## Смерть
Гар Самуельсон помер 22 липня 1999 у віці 41 року в Оранж Сіті, Флорида. Причиною смерті стала печінкова недостатність. Його тіло кремували, а прах був розвіяний над Атлантичним океаном.